# Quedas do Iguaçu
Quedas do Iguaçu es un municipio brasileño del estado de Paraná. Su población estimada por el IBGE en 2012 es de 40.748 habitantes.
Según el Portal Educacional del Estado de Paraná, los primeros pobladores del lugar se establecieron en marzo de 1911. La región era llamada Colonia Jagoda y sus primeros habitantes vinieron de Río Grande del Sur y tenían orígenes polacos. El municipio pasó a llamarse Campo Nuevo y era parte de Laranjeiras do Sur. El municipio de Quedas do Iguaçu fue creado a través de la Ley Estatal nº 5.668, del 18 de octubre de 1967, e instalado el 15 de diciembre de 1968, separándose de Laranjeiras do Sur.